# Lissage de cheveux
Le lissage de cheveux est une technique de coiffure qui permet de défriser les cheveux de façon temporaire ou permanente.

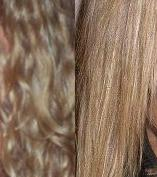
Cheveux féminins avant et après lissage

## Technique
La technique du lissage consiste à aplatir et défriser le cheveu afin de lui donner une surface lisse, et ainsi réduire les boucle, et frisottis. Le lissage peut se faire à l'aide d'un fer à lisser, d'un peigne chauffant, des produits défrisants, des produits à lissage japonais ou à lissage brésilien ou autres types de lissages dérivés. En complément, certains shampoings, après-shampooings, gels à cheveux, gomina peuvent aider temporairement à raidir le cheveu. La technique est appelée rebonding en Asie du Sud-Est (par exemple en Malaisie et aux Philippines).
Les fers à lisser et les peignes chauffants ne peuvent que temporairement modifier la texture des cheveux, tandis que les lissages chimiques influent de manière plus durable sur le cheveu ; toutefois la « repousse » n'est pas affectée et les traitements doivent être renouvelés régulièrement. La protéine Interferon-α (IFN-α) a été signalée comme pouvant modifier le follicule pileux, causant un changement permanent dans la texture des cheveux.

## Texture des cheveux Afro

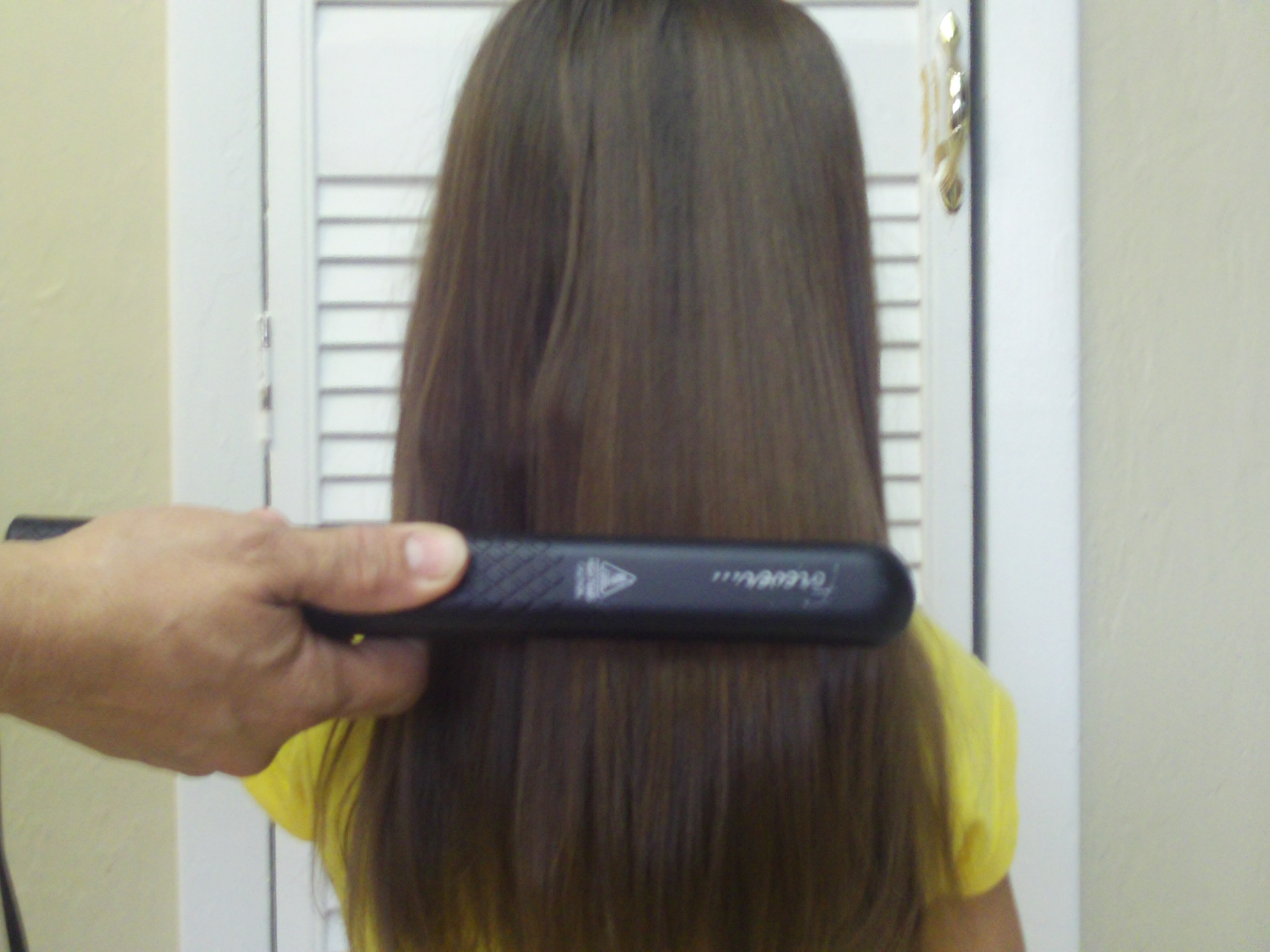
Lissage à l'aide du fer à lisser

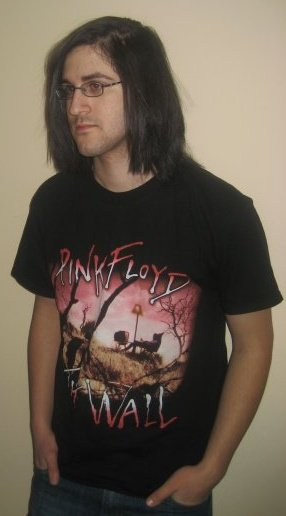
Lissage de cheveux sur un homme

Le lissage des cheveux, à l'aide d'un fer à lisser ou d'un peigne chauffant, à une longue tradition chez les femmes et les hommes d'origine africaine ; celle-ci s'est reflétée dans l'immense succès commercial du lissage popularisé par Madam C.J. Walker au cours des années 1900 

Bien que la pratique a parfois été une question controversée dans les débats sur l'identité raciale, la visite au salon de coiffure est intégrée dans la culture noire et remplit un rôle social important en particulier pour les femmes,.